# 牧野政信

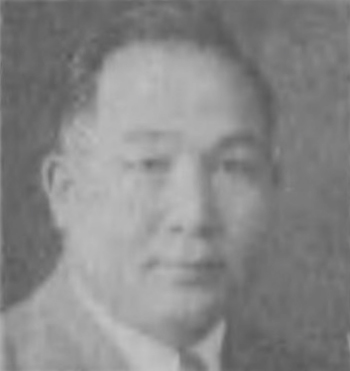
30代半ば（1934年頃）の牧野

牧野 政信（まきの まさのぶ、1898年 - 1948年3月9日）は日本の柔道家（講道館8段）、政治家。

## 経歴
秋田県山本郡浜口村の出身で講道館入門は1913年。1924年に明治大学政治経済科を卒業すると、設立されたばかりの旧制弘前高等学校（現・弘前大学）にて講師を約1年ほど務めた。
その後東京に戻ってからは職らしい職には就かず、柔道の稽古に明け暮れる毎日に。1930年に第1回全日本選士権大会が開催されると牧野は一般壮年後期の部に第2区（東京）代表で出場し、福岡の島井安之助5段に次ぐ準優勝という成績を残した。
1931年に母校・明治大学の選手を引率して渡米しカリフォルニア州とハワイ州で柔道を紹介し、1937年の満州遠征には理事を務める東京学生連合会の監督として参加。このほか講道館審議員を務めて南郷次郎館長の秘書を手伝い、1940年の全日本東西学生対抗試合や橿原大会にて世話役として尽力している。
太平洋戦争末期の1945年3月には郷里・秋田に帰り、浜口村の村長に推挙されて公人としての役を務めた。その性格は温厚にして強調性を重んじ、プライベートでは長女に養子を迎え次女も嫁がせるなど充実して孫にも恵まれている。趣味では書に秀で、またカメラも素人の域を脱していたという。
1947年7月31日付で講道館より8段位を允許。晩年は東京へ戻って好きな道に邁進する予定であったが、1948年に胃潰瘍のため能代病院へ入院し同年3月9日に他界した。